# 湯玉站
湯玉站（日语：／ Yutama eki */?）是位於山口縣下關市豐浦町大字宇賀字湯玉，西日本旅客鐵道（JR西日本）的山陰本線車站。

## 歷史
- 1925年（大正14年）8月16日 - 國有鐵道小串線小串站至瀧部站之間開通，此站啟用。為客運和貨運車站。
  - 當時車站地址為山口縣豐浦郡宇賀村（日语：宇賀村）字湯玉。
- 1933年（昭和8年）2月24日 - 小串線編入至山陰本線，成為山陰本線車站[1]。
- 1955年（昭和30年）4月1日 - 隨著豐浦町（日语：豊浦町 (山口県)）成立，車站地址為山口縣豐浦郡豐浦町大字宇賀字湯玉。
- 1961年（昭和36年）8月1日 - 終止貨物起卸業務。
- 1987年（昭和62年）4月1日 - 伴隨國鐵分割民營化，車站由西日本旅客鐵道（JR西日本）營運。
- 2005年（平成17年）2月13日 - 隨著下關市（第二次）成立，車站地址為現時位置。
- 2007年（平成19年）11月1日 - 靠海的車站大樓重建，「湯玉站藥局」開幕。

## 車站構造
車站是一座地面車站，設有2面2線的相對式月台。車站大樓位於位於靠國道（下行月台）和靠海（上行月台）兩處，兩車站大樓之間設有行人隧道，位於路堤下。靠海的車站大樓內設有藥房（湯玉站藥局）。
車站由長門鐵道部管理的無人車站。在車站大樓內沒有自動售票機。廁所位於靠國道的車站大樓，為男女濕廁。

### 月台
| 月台             | 路線      | 上下行 | 方向             |
| ---------------- | --------- | ------ | ---------------- |
| 海邊             | ■山陰本線 | 上行   | 瀧部、長門市方向 |
| 山邊（靠近國道） | ■山陰本線 | 下行   | 小串、下關方向   |

※在旅客資訊上沒有月台編號。在上行月台的候車室外牆設有「長門市、京都方向」的資訊板。現時，此站上行方向的班次中，最遠只能到達益田站，沒有前往京都的直通列車。在很久之前，設有少數前往京都的列車。

## 使用狀況
以下為近年1日平均乘車人次列表：
| 乘車人次變化 | 乘車人次變化    |
| 年度         | 1日平均乘車人次 |
| ------------ | --------------- |
| 1999         | 140             |
| 2000         | 143             |
| 2001         | 117             |
| 2002         | 104             |
| 2003         | 97              |
| 2004         | 95              |
| 2005         | 83              |
| 2006         | 71              |
| 2007         | 59              |
| 2008         | 54              |
| 2009         | 63              |
| 2010         | 67              |
| 2011         | 72              |
| 2012         | 63              |
| 2013         | 58              |
| 2014         | 52              |
| 2015         | 40              |
| 2016         | 40              |
| 2017         | 35              |
| 2018         | 30              |

## 車站周邊
車站周邊為住宅區。
- 下關市政廳豐浦綜合分所（日语：下関市役所#豊浦総合支所）宇賀分所
- 福德稻荷神社
- 宇賀郵局
- 國道191號（日语：国道191号）

大河内溫泉較接近宇賀本鄉站，但是此站設有巴士路線前往大河内溫泉。

### 巴士路線
- 藍線交通（日语：ブルーライン交通） - 在靠近國道的國道191號上設有「湯玉站」巴士站。
  - 大河内溫泉、橫道、濱井場、宇賀本鄉、二見站、土井濱（日语：土井ヶ浜遺跡）、特牛港、肥中方向
  - 福德稻荷、小串站、豐浦綜合支援學校（日语：山口県立豊浦総合支援学校）、豐浦醫院（日语：山口県済生会豊浦病院）、川棚站、川棚溫泉（日语：川棚温泉）方向

## 相鄰車站
西日本旅客鐵道
■山陰本線
宇賀本鄉－湯玉－小串

## 注腳
1. ↑  「鉄道省告示第42号」『官報』1933年2月18日（國立國會圖書館數碼化收藏）
2. ↑  《JTB時刻表》1964年10月號 p.205
3. ↑  山口縣統計年鑑

## 外部連結
- 湯玉｜車站資訊：JR出門網 - 西日本旅客鐵道